# سعاد عزت
سعاد أحمد عزت مذيعة عراقية، وكان بداية عملها كمذيعة متدربة في دائرة الإذاعة العراقية في عام 1968، ودربها الاستاذ كاظم الطباطبائي. ثم انتقلت للعمل في التلفزيون العراقي في عام 1969. ولقد دخلت مجال الإعلام بعد نصيحة من صديقتها ماجدة، وكان في ذلك الأثر الكبير في دخولها عالم الإذاعة والتلفزيون حيث تعتبر أول مذيعة أخبار دخلت تلفزيون بغداد وذلك في عام 1977. وكانت المذيعة الوحيدة لسنوات عديدة تقدم نشرات الأخبار في تلفزيون العراق منذ نهاية عقد السبعينيات واستمرت إلى عام 2003. وكان تحصيلها الدراسي بكالوريوس اقتصاد، وهي زوجة المذيع الراحل جودت كاظم.
كان آخر ظهور لها في نهاية عام 2005 مع قناة الشرقية الفضائية كمذيعة أخبار ولكن لم تستمر لأغلاق المكتب في بغداد، ومن أبرز برامجها قبل غزو العراق في عام 2003م برنامج بعنوان مرآة الصحافة وهو برنامج يومي في تلفزيون العراق حيث كانت تكتبه وتحرره بنفسها، وكذلك قدمت برنامج سبع صفحات، وبرنامج الفن السابع في الإذاعة العراقية، بالإضافة إلى الكثير من البرامج الأخرى.